# Iker Benito
Iker Benito (Miranda de Ebro, Burgos, 10 de agosto de 2002) es un futbolista español que juega en la demarcación de carrilero o extremo en el Club Atlético Osasuna de la Primera División de España.

## Biografía
Iker comenzó a jugar en las filas del CD Pamplona, club convenido del Athletic Club. En agosto de 2018 se incorporó a la cantera del CA Osasuna.El 25 de octubre de 2020 debutó con CA Osasuna "B" en un encuentro frente al CD Tudelano (0-2). En la siguiente temporada se consolidó como titular en el filial. Además, el 19 de enero de 2022 debutó con CA Osasuna, en Primera División, contra el Celta de Vigo.
El 1 de julio de 2023 se marchó en calidad de cedido, sin opción de compra, al FC Andorra de la Segunda División.En agosto de 2024 renovó su contrato con el club navarro hasta 2027.
El 2 de enero de 2025, se hace oficial su cesión al C. D. Mirandés de la Segunda División de España hasta final de temporada.

## Clubes
Actualizado al último partido disputado el 21 de junio de 2025.
| Club                    | País    | Año       | Partidos | Goles |
| ----------------------- | ------- | --------- | -------- | ----- |
| C. A. Osasuna "B"       | España  | 2020-2023 | 79       | 8     |
| C. A. Osasuna           | España  | 2022-     | 12       | 1     |
| F. C. Andorra (Cedido)  | Andorra | 2023-2024 | 39       | 2     |
| C. D. Mirandés (Cedido) | España  | 2025      | 25       | 1     |